# 마르코 카르네세키
마르코 카르네세키(이탈리아어: Marco Carnesecchi, 2000년 7월 1일 ~ )는 이탈리아의 축구 선수이다. 그의 포지션은 골키퍼로, 현재 세리에 A의 크레모네세에서 활약하고 있다.

## 클럽 경력

### 아탈란타
카르네세키는 2017-18 시즌부터 아탈란타 U-19 팀에서 뛰기 시작했다. 그는 2019년 1월 14일, 칼리아리와의 코파 이탈리아 2018-19 경기를 앞두고 성인 팀에 처음 차출되었으나, 벤치에 머물렀다.

#### 트라파니 (임대)
2019년 7월 25일, 카르네세키는 새로 승격한 세리에 B의 트라파니로 임대되었다. 그는 2019년 9월 22일, 살레르니타나와의 세리에 B 경기에서 트라파니 소속으로 풀타임을 소화하며 프로 데뷔전을 치렀다.

#### 크레모네세 (임대)
2021년 1월 5일, 처음 몇 달 아탈란타 벤치에서 보낸 카르네세키는 세리에 B의 크레모네세로 2020-21 시즌 잔여 기간 동안 임대되었다. 카르네세키는 크레모네세에서의 첫 시즌에 20경기에 출전해 8경기 무실점을 기록했다. 그의 임대 기간은 이후 한 시즌 더 연장되었다. 2022년 8월 31일, 카르네세키는 세리에 A로 승격한 크레모네세로 다시 임대되었다.

## 국가대표팀 경력
카르네세키는 2016년 10월에 이탈리아 U-17 대표팀에 처음으로 차출되었고, 2016년 12월 14일 헝가리와의 친선 경기에서 데뷔전을 치렀다. 그는 2017년 UEFA U-17 축구 선수권 대회에 참가할 이탈리아 대표팀 명단에 이름을 올렸지만, 시모네 기도티에 밀려 한 경기도 출전하지 못했다.
그는 2019년 UEFA U-19 축구 선수권 대회에서 이탈리아의 주전 골키퍼로 출전했지만, 팀은 조별 리그에서 탈락했다.
2019년 FIFA U-20 월드컵에서는 알레산드로 플리차리 백업 골키퍼로 일본과의 조별 리그 경기와 에콰도르와의 3위 결정전에 2번 출전하였다.
2019년 9월 6일, 그는 몰도바와의 친선 경기에서 이탈리아 U-21 대표팀 데뷔전을 치렀다.
2022년 1월 24일, 카르네세키는 이탈리아 축구 국가대표팀 로베르토 만치니 감독의 소집을 수락하여 코베르치아노에서 3일간 훈련을 가졌다.

## 사생활
2020년 10월 6일, 카르네세키는 코로나바이러스-19 양성 판정을 받았다.

## 수상 내역
개인
- UEFA U-21 축구 선수권 대회 대회의 팀: 2021[13]